# Terphothrix suppura
Terphothrix suppura är en fjärilsart som beskrevs av Dyar 1910. Terphothrix suppura ingår i släktet Terphothrix och familjen tofsspinnare. Inga underarter finns listade i Catalogue of Life.